# 京都市立久世中学校
京都市立久世中学校（きょうとしりつ くぜちゅうがっこう）は、京都府京都市南区久世殿城町にある公立中学校。

## 沿革
- 1973年（昭和48年）4月1日 - 乙訓中学校事務組合立第三乙訓中学校として開校。
- 1982年（昭和57年）4月1日 - 京都市へ移管され、京都市立久世中学校と改称[1]。

## 進学前小学校
- 京都市立大藪小学校
- 京都市立久世西小学校

## 通学区域が隣接している学校
- 京都市立神川中学校
- 京都市立洛南中学校
- 京都市立桂川中学校
- 向日市立寺戸中学校
- 向日市立勝山中学校